# Ancora insieme (film 1988)
Ancora insieme (Sweet Hearts Dance) è un film commedia del 1988, diretto dal regista Robert Greenwald, con protagonisti Don Johnson, Susan Sarandon, Jeff Daniels ed Elizabeth Perkins.

## Trama
Wiley Boon è un capocantiere di mezz'età, sposato con Sandra, con la quale ha 3 figli. Sam Manners è un preside di mezz'età, scapolo, che vive con la madre. Wiley e Sam sono amici sin dall'adolescenza, e quando sono insieme si comportano ancora come quando erano ragazzi, ma non sono più tanto giovani, ed i problemi relativi alle loro età si fanno sentire.
Wiley è in profonda crisi con la moglie, tanto da arrivare ad andarsene di casa per trasferirsi in una roulotte parcheggiata nel cantiere ove sta lavorando (trattasi della vecchia palestra del paese, in ristrutturazione), e Sam soffre di solitudine, tantoché arriva ad innamorarsi di Adie, insegnante di scuola elementare alla quale aveva negato il consenso per esercitare in una scuola superiore.
Commedia ad episodi (è narrata tramite avvenimenti nel corso di un anno, partendo da Halloween fino ad arrivare ad una vacanza ai Caraibi in marzo) che scorre tranquilla, senza particolare suspense ma senza annoiare lo spettatore.

## Curiosità
Il politico Bernie Sanders interpreta un uomo che distribuisce caramelle ai bambini intenti a fare dolcetto o scherzetto.